# Carex vesca
Carex vesca är en halvgräsart som beskrevs av Charles Baron Clarke och Georg Kükenthal. Carex vesca ingår i släktet starrar, och familjen halvgräs. Inga underarter finns listade i Catalogue of Life.